# John Metcalf
John Metcalf MBE (født 1946 i Swansea, Wales) er en walisisk/canadisk komponist og lærer.
Metcalf studerede komposition på Universitetet i Cardiff, efter ansporing og timer privat hos Alun Hoddinott. Han har skrevet en symfoni, operaer, orkesterværker, kammermusik, solostykker for mange instrumenter, korværker og sange som han hok er mest kendt for i dag. Metcalf flyttede til Canada (1986), hvor han begyndte at undervise i komposition på Banff Centre i Alberta. Kom tilbage til England (1991), hvor han bosatte sig i Llanfair Clydogau. Metcalf blev tildelt prisen Member of the Order of the British Empire (MBE) i (2012), som anerkendelse for sit virke i den engelske musiks tjeneste.

## Udvalgte værker
- Cellosymfoni (2004) - for cello og orkester
- Dyad (1976) - for strygeorkester
- Passus (2000) for orkester
- Rejsen (1979) - opera
- Kafkas chimpanse (1996) (baseret på novellen "En rapport til et akademi" af Franz Kafka) - opera
- En forelsket stol (2002-2008) - opera
- Almindelige sange (2001) for uledsaget SATB-kor
- Auden Sange - (1973) for mezzosopran og klaver
- Indre Landskaber (1994) - for klaver